# Black Forever/Goodbye America
Black Forever/Goodbye America è il ventiquattresimo singolo del gruppo musicale heavy metal statunitense W.A.S.P., pubblicato in Europa nel 1995 dalla Castle.
Presenta in un'unica pubblicazione due delle tracce più note dell'album in studio Still Not Black Enough del 1995. In aggiunta Skinwalker e One Tribe, presenti nell'edizione statunitense dello stesso.

## Tracce
1. Black Forever – 3:20
2. Goodbye America – 4:49
3. Skin Walker – 4:03
4. One Tribe – 5:01

## Edizioni
In una seconda versione (intitolata "Part. 2"), come tracce numero 3 e 4, erano presenti due cover degli AC/DC: It's a Long Way to the Top (If You Wanna Rock 'n' Roll) e Whole Lotta Rosie

## Formazione
- Blackie Lawless – voce, chitarra, basso, tastiere, pianoforte
- Frankie Banali – batteria
- Bob Kulick - chitarra
- Stet Howland – batteria, percussioni